# 阿什赫斯特 (亞利桑那州)
阿什赫斯特（英語：Ashurst）是位於美國亞利桑那州葛蘭姆縣的一個非建制地區。該地的面積和人口皆未知。

## 地理
阿什赫斯特的座標為32°59′03″N 109°55′56″W / 32.98417°N 109.93222°W，而該地的平均海拔高度為835米（即2739英尺）。